# Adolfo Cozza
Adolfo Cozza (Orvieto, 4 giugno 1848 – Roma, 16 agosto 1910) è stato uno scultore, inventore, archeologo, topografo, pittore e ingegnere italiano.

## Biografia
Nacque a Orvieto dal conte Giovanni Cozza, esperto di lettere classiche e poeta, e dalla contessa Maria Martinelli Pontici, disegnatrice, e si iscrisse al Collegio della Sapienza di Perugia, dedicandosi allo studio di autori classici e del disegno. Nel 1862 si trasferì con la famiglia a Firenze dove iniziò ad interessarsi alla scultura frequentando lo studio di Giovanni Dupré. Fervente sostenitore di Giuseppe Garibaldi e Giuseppe Mazzini all'età di 18 anni prese parte all'invasione del Trentino del 1866; nello stesso anno tornò a Firenze dove realizzò le sue due prime statue in stile neoclassico: Angelo della resurrezione e Camoëns, accolte sfavorevolmente dalla critica dell'epoca. Di carattere fortemente ribelle ed irrequieto scelse di abbandonare la scultura e tornò ad Orvieto con la giovane moglie Adina Arnaud, per dedicarsi allo studio di matematica e meccanica. Dalla moglie ebbe tre figli: Gualtiero, Corrado e Lorenzo, nato nel 1877 ed anch'egli scultore.
In virtù dei suoi studi formulò numerose invenzioni, delle quali almeno 35 brevettate, tra cui un freno idraulico per convogli ferroviari e per le eliche motrici delle navi, che gli valsero un invito a Londra, un goniografo con dispositivo per riportare gli angoli misurati sul foglio, una bascula, che gli valse un premio all'Esposizione di Parigi del 1878, ed un ortottero, che brevettò nel 1904. Nel 1896 ottenne un'autorizzazione da parte del Ministero dei lavori pubblici per un imponente progetto di porto ad Ostia, che non fu mai portato a compimento per le continue modifiche ed approfondimenti portati avanti nell'arco della sua vita. Fu inoltre l'ideatore nella sua città natia della funicolare, realizzata nel 1888 su progetto di Alessandro Ferretti. Contemporaneamente si impegnò in diverse opere di restauro per il duomo di Orvieto: nel 1884 si occupò della ricostruzione del toro bronzeo di Lorenzo Maitani, caduto e frantumatosi nel 1835,  nel 1886 si occupò del restauro di alcuni capitelli delle absidi laterali all'interno del duomo e poi nel 1889 modellò il bassorilievo in bronzo, fuso da Alessandro Nelli per l'architrave della porta laterale nord e raffigurante il miracolo eucaristico di Bolsena. Nel 1899 e nel 1909 presentò anche dei progetti per le porte della facciata.
Fu attivo anche nel campo archeologico: il 23 novembre 1881 scrisse alla Direzione generale antichità e belle arti del Ministero della pubblica istruzione per farsi promotore della redazione di una carta archeologica d'Italia. Dopo aver ricevuto l'autorizzazione dal direttore generale Felice Barnabei nel corso dell'anno successivo iniziò gli scavi nel territorio compreso tra Orvieto e Bolsena, con l'obiettivo di partire da una carta archeologica dell'Etruria; tali scavi si espansero al territorio Falisco, Tarquiniese e Sabino tra il 1883 e il 1884. Nella redazione di quest'opera fu affiancato dagli archeologi Angiolo Pasqui e Raniero Mengarelli sotto la direzione di Gian Francesco Gamurrini anche se la redazione della carta si interruppe definitivamente nel 1897 poiché l'interesse archeologico fu polarizzato sui ritrovamenti di Cozza riguardanti la necropoli falisca e i templi di Apollo e Giunone Curite a Civita Castellana; da quel momento infatti gli sforzi furono convogliati nella realizzazione del futuro Museo nazionale etrusco di Villa Giulia, del quale Barnabei fu principale ideatore nonché primo direttore. Per il museo Cozza, che nel frattempo si era trasferito con la famiglia a Roma, realizzò una ricostruzione a grandezza naturale del tempio di Alatri, del quale aveva rinvenuto alcuni resti nel 1882 insieme al collega Hermann Winnefeld; tale ricostruzione, tra le prime del suo genere, è esposta nel cortile del museo.

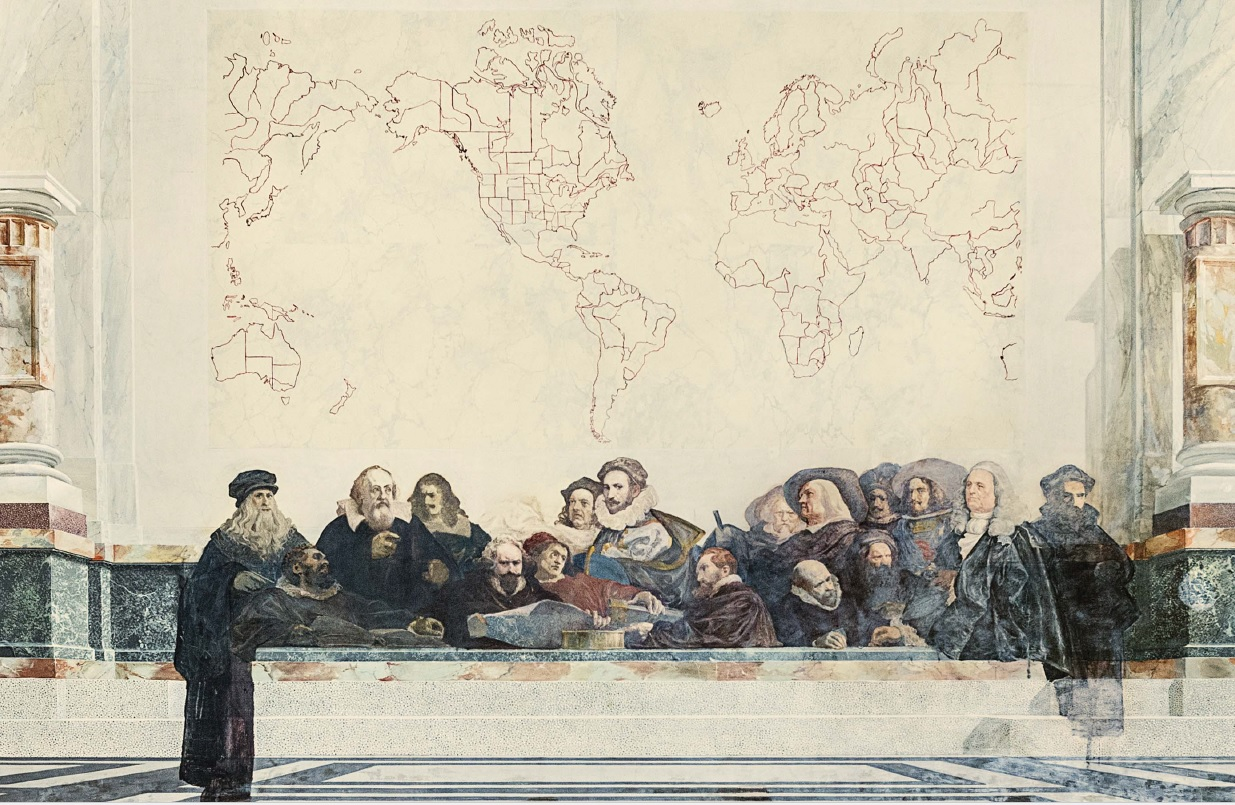
I grandi navigatori, gli astronomi e i naturalisti dal secolo XIII al XVIII alla scoperta del mondo di Villa Lubin, rimasto incompiuto.

Nella capitale italiana riprese la sua attività di scultore e divenne amico di Giuseppe Sacconi, col quale collaborò alla progettazione del Vittoriano, del quale assunse la direzione artistica dei lavori nel 1905. Realizzò inoltre delle sculture per l'imponente opera tra cui: due Vittorie sul lato orientale, i motivi decorativi di gorgone e festoni, il trofeo sottostante le finestre frontali, i capitelli dei pilastri e l'ornato con due aquile reggenti un festone sulla gradinata del terzo ordine. Tra le sue ultime opere vi furono le quattro statue colossali poste dopo la sua morte sui timpani del portico del Foro delle regioni all'Esposizione romana del cinquantenario della proclamazione del Regno d'Italia e alcune decorazioni di villa Lubin; qui Cozza modellò il bassorilievo posto sopra gli archi del portale d'ingresso con l'allegoria del trionfo dell'agricoltura e dipinse due tele murali poste nella sala delle riunioni raffiguranti una L'agricoltura dalle epoche barbariche fino ai tempi della Roma Imperiale e l'altra Il rifiorire arabo e medioevale dell'agricoltura dal suo sorgere ai nuovi sviluppi, quest'ultimo rimasto incompiuto. Mentre era intento a dipingere il volto di Leonardo da Vinci sulla sua terza tela, raffigurante i principali navigatori, astronomi e naturalisti dei secoli precedenti, fu colto da un malore e cadde dall'impalcatura morendo sul colpo.

## Memoria

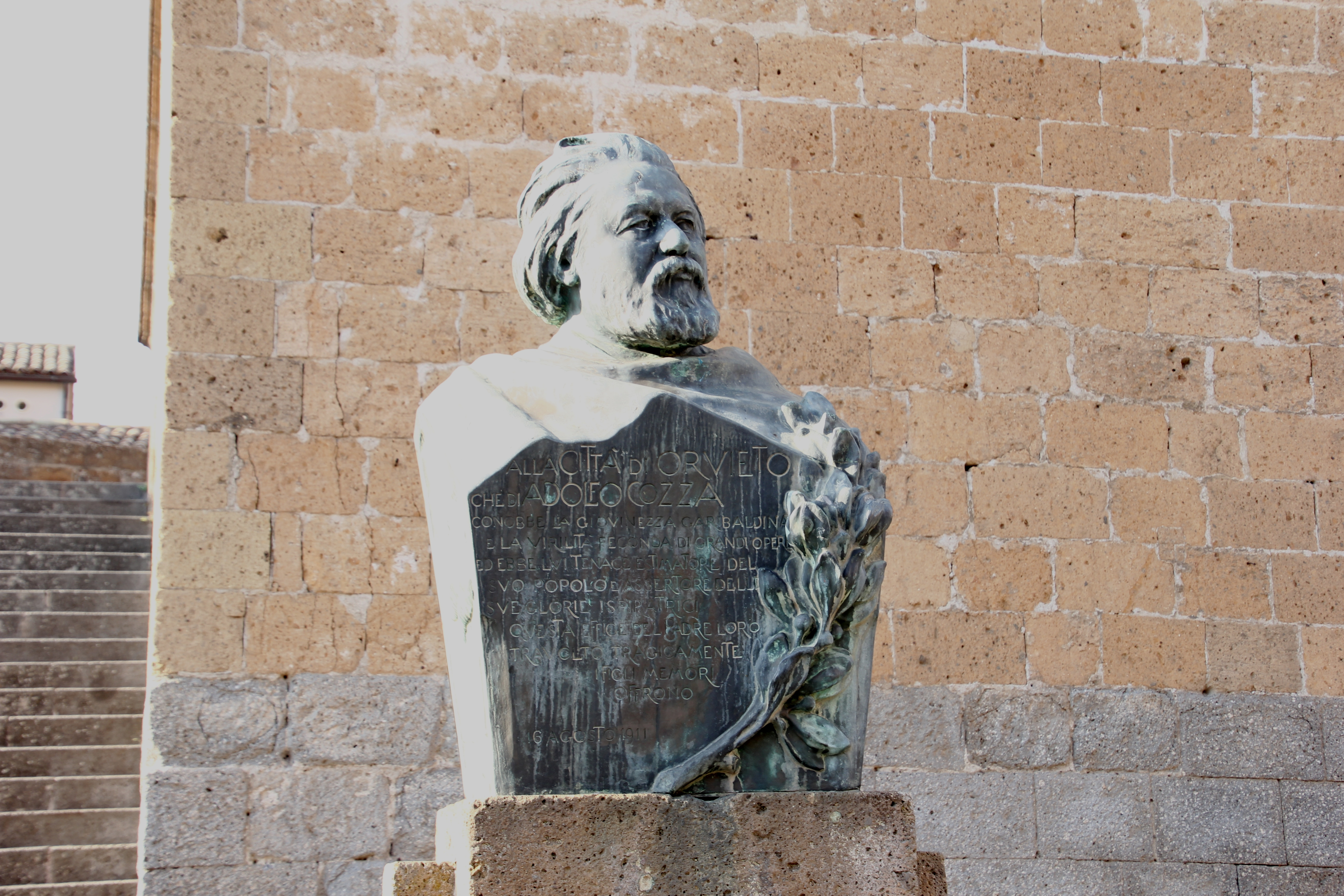
Il busto di Adolfo Cozza ad Orvieto.

Gli sono state dedicate delle strade a Lecce, Roma e Orvieto. Nel decennale della sua morte i figli gli hanno dedicato un busto posto ad Orvieto in piazza del Popolo, accostato al Palazzo del Capitano del Popolo, recante la scritta:
CHE DI ADOLFO COZZA

CONOBBE LA GIOVINEZZA GARIBALDINA

E LA VIRILITÀ FECONDA DI GRANDI OPERE
ED EBBE LUI TENACE ESTIMATORE DEL
SUO POPOLO E ASSERTORE DELLE
SUE GLORIE ISPIRATRICI
QUESTA EFFIGE DEL PADRE LORO
TRAVOLTO TRAGICAMENTE
I FIGLI MEMORI
OFFRONO
16 AGOSTO 1911»
()

## Opere
- Ricostruzione del tempio di Alatri, 1899-1891, Roma, Museo nazionale etrusco di Villa Giulia
- I grandi navigatori, gli astronomi e i naturalisti dal secolo XIII al XVIII alla scoperta del mondo, Roma, Villa Lubin
- L'agricoltura dalle epoche barbariche fino ai tempi della Roma Imperiale, Roma, Villa Lubin